# Список населённых пунктов Мошенского района Новгородской области
Список населённых пунктов Мошенского муниципального района Новгородской области
| Вид     | Наименование       | муниципальное образование          |
| ------- | ------------------ | ---------------------------------- |
| деревня | Александрово       | Кировское сельское поселение       |
| деревня | Алексейково        | Чувашевогорское сельское поселение |
| деревня | Ананьевское        | Бродское сельское поселение        |
| деревня | Анашкино           | Долговское сельское поселение      |
| деревня | Андрюшино          | Красногорское сельское поселение   |
| деревня | Базарово           | Бродское сельское поселение        |
| деревня | Балашово           | Кабожское сельское поселение       |
| деревня | Барышово           | Барышовское сельское поселение     |
| деревня | Безгодково         | Бродское сельское поселение        |
| деревня | Бели               | Кабожское сельское поселение       |
| деревня | Бельково           | Красногорское сельское поселение   |
| деревня | Бельково           | Меглецкое сельское поселение       |
| деревня | Бережок            | Долговское сельское поселение      |
| деревня | Бережок            | Чувашевогорское сельское поселение |
| деревня | Берёзно            | Ореховское сельское поселение      |
| деревня | Березовик          | Дубишкинское сельское поселение    |
| деревня | Бор                | Барышовское сельское поселение     |
| деревня | Борисово           | Барышовское сельское поселение     |
| деревня | Броди              | Бродское сельское поселение        |
| деревня | Бродино            | Ореховское сельское поселение      |
| деревня | Былова Гора        | Кабожское сельское поселение       |
| деревня | Варыгино           | Ореховское сельское поселение      |
| деревня | Василёво           | Чувашевогорское сельское поселение |
| деревня | Васильево          | Осташевское сельское поселение     |
| деревня | Васьково           | Ореховское сельское поселение      |
| деревня | Ватолино           | Городищенское сельское поселение   |
| деревня | Воротово           | Бродское сельское поселение        |
| деревня | Выскидно           | Кабожское сельское поселение       |
| деревня | Высокогорье        | Калининское сельское поселение     |
| деревня | Высокое            | Дубишкинское сельское поселение    |
| деревня | Выставка           | Долговское сельское поселение      |
| деревня | Глазово            | Ореховское сельское поселение      |
| деревня | Глебово            | Чувашевогорское сельское поселение |
| деревня | Гоночарово         | Калининское сельское поселение     |
| деревня | Горка              | Кабожское сельское поселение       |
| деревня | Горка              | Калининское сельское поселение     |
| деревня | Горницы            | Дубишкинское сельское поселение    |
| деревня | Городищи           | Городищенское сельское поселение   |
| деревня | Городок            | Кабожское сельское поселение       |
| деревня | Горы               | Кабожское сельское поселение       |
| деревня | Григорово          | Ореховское сельское поселение      |
| деревня | Гридино            | Калининское сельское поселение     |
| деревня | Гринева Гора       | Кабожское сельское поселение       |
| деревня | Гришкино           | Меглецкое сельское поселение       |
| деревня | Гудково            | Кабожское сельское поселение       |
| деревня | Гусево             | Калининское сельское поселение     |
| деревня | Деревянный Остров  | Осташевское сельское поселение     |
| деревня | Дерягино           | Осташевское сельское поселение     |
| деревня | Дмитрово           | Кировское сельское поселение       |
| деревня | Долгое             | Долговское сельское поселение      |
| деревня | Дорохово           | Кировское сельское поселение       |
| деревня | Дроблино           | Долговское сельское поселение      |
| деревня | Дубишки            | Дубишкинское сельское поселение    |
| деревня | Ездуново           | Ореховское сельское поселение      |
| деревня | Ермолкино          | Красногорское сельское поселение   |
| деревня | Ескино             | Осташевское сельское поселение     |
| деревня | Ефремово           | Долговское сельское поселение      |
| деревня | Жерновки           | Дубишкинское сельское поселение    |
| деревня | Жуково             | Кабожское сельское поселение       |
| деревня | Забелино           | Кабожское сельское поселение       |
| деревня | Заболотье          | Чувашевогорское сельское поселение |
| деревня | Заднее Село        | Осташевское сельское поселение     |
| деревня | Зайцево            | Меглецкое сельское поселение       |
| деревня | Закарасенье        | Устрекское сельское поселение      |
| деревня | Заозерицы          | Барышовское сельское поселение     |
| деревня | Захаркино          | Городищенское сельское поселение   |
| деревня | Зиновково          | Ореховское сельское поселение      |
| деревня | Иванова Горка      | Устрекское сельское поселение      |
| деревня | Ивановское         | Ореховское сельское поселение      |
| деревня | Игнатьевское       | Бродское сельское поселение        |
| деревня | Исади              | Меглецкое сельское поселение       |
| деревня | Кабожа             | Кабожское сельское поселение       |
| деревня | Каменный Остров    | Осташевское сельское поселение     |
| деревня | Каплино            | Калининское сельское поселение     |
| деревня | Карманово          | Барышовское сельское поселение     |
| деревня | Киверево           | Барышовское сельское поселение     |
| деревня | Климково           | Ореховское сельское поселение      |
| деревня | Клирошанское       | Ореховское сельское поселение      |
| деревня | Кожухово           | Городищенское сельское поселение   |
| деревня | Козлово            | Осташевское сельское поселение     |
| деревня | Колчигино          | Бродское сельское поселение        |
| деревня | Конищево           | Красногорское сельское поселение   |
| деревня | Коршиково          | Ореховское сельское поселение      |
| деревня | Костелёво          | Осташевское сельское поселение     |
| деревня | Кочерово           | Осташевское сельское поселение     |
| деревня | Красная Гора       | Красногорское сельское поселение   |
| деревня | Крачи              | Кировское сельское поселение       |
| деревня | Крепужиха          | Бродское сельское поселение        |
| деревня | Кривцово           | Кабожское сельское поселение       |
| деревня | Кривцово           | Красногорское сельское поселение   |
| деревня | Крупино            | Кабожское сельское поселение       |
| деревня | Крутец             | Красногорское сельское поселение   |
| деревня | Крюково            | Долговское сельское поселение      |
| деревня | Кукшево            | Меглецкое сельское поселение       |
| деревня | Курилово           | Кабожское сельское поселение       |
| деревня | Лаптево            | Барышовское сельское поселение     |
| деревня | Ласичиха           | Кировское сельское поселение       |
| деревня | Ласичиха           | Чувашевогорское сельское поселение |
| деревня | Лисичиха           | Городищенское сельское поселение   |
| деревня | Лопатино           | Барышовское сельское поселение     |
| деревня | Лубенское          | Кабожское сельское поселение       |
| деревня | Луханёво           | Калининское сельское поселение     |
| деревня | Лыткино            | Калининское сельское поселение     |
| деревня | Львово             | Устрекское сельское поселение      |
| деревня | Лянино             | Калининское сельское поселение     |
| деревня | Матвеево           | Калининское сельское поселение     |
| деревня | Матвеево           | Устрекское сельское поселение      |
| деревня | Меглецы            | Меглецкое сельское поселение       |
| деревня | Меглино            | Осташевское сельское поселение     |
| деревня | Медведево          | Кабожское сельское поселение       |
| деревня | Мелехово           | Устрекское сельское поселение      |
| деревня | Мельник            | Кировское сельское поселение       |
| деревня | Минино             | Калининское сельское поселение     |
| деревня | Минькино           | Осташевское сельское поселение     |
| деревня | Митрошино          | Осташевское сельское поселение     |
| деревня | Михеево            | Кабожское сельское поселение       |
| деревня | Михеево            | Осташевское сельское поселение     |
| деревня | Моисеиха           | Калининское сельское поселение     |
| деревня | Морозово           | Городищенское сельское поселение   |
| село    | Мошенское          | Мошенское сельское поселение       |
| деревня | Нивка              | Дубишкинское сельское поселение    |
| деревня | Никифорково        | Ореховское сельское поселение      |
| деревня | Никифорово         | Кировское сельское поселение       |
| деревня | Николаевское       | Ореховское сельское поселение      |
| деревня | Никулкино          | Городищенское сельское поселение   |
| деревня | Новая              | Дубишкинское сельское поселение    |
| деревня | Ново-Демидово      | Кабожское сельское поселение       |
| деревня | Новое Долгое       | Долговское сельское поселение      |
| деревня | Новое Окатьево     | Кировское сельское поселение       |
| деревня | Новый Посёлок      | Калининское сельское поселение     |
| деревня | Овинец             | Кабожское сельское поселение       |
| посёлок | Октябрьский        | Калининское сельское поселение     |
| деревня | Олехово            | Дубишкинское сельское поселение    |
| деревня | Олехово            | Калининское сельское поселение     |
| деревня | Ореховка           | Дубишкинское сельское поселение    |
| деревня | Ореховно           | Ореховское сельское поселение      |
| деревня | Осипово            | Устрекское сельское поселение      |
| деревня | Осташево           | Осташевское сельское поселение     |
| деревня | Остратово          | Калининское сельское поселение     |
| деревня | Островно           | Ореховское сельское поселение      |
| деревня | Павлицево          | Дубишкинское сельское поселение    |
| деревня | Палутино           | Долговское сельское поселение      |
| деревня | Парыжиха           | Дубишкинское сельское поселение    |
| деревня | Пестово            | Барышовское сельское поселение     |
| деревня | Петрово            | Городищенское сельское поселение   |
| деревня | Пилигино           | Кировское сельское поселение       |
| деревня | Платаново          | Барышовское сельское поселение     |
| деревня | Плоское            | Дубишкинское сельское поселение    |
| деревня | Подберезье         | Меглецкое сельское поселение       |
| деревня | Подол              | Кабожское сельское поселение       |
| деревня | Покровское         | Городищенское сельское поселение   |
| деревня | Половниково        | Калининское сельское поселение     |
| деревня | Попово             | Кабожское сельское поселение       |
| деревня | Поричье            | Осташевское сельское поселение     |
| деревня | Прибой             | Кабожское сельское поселение       |
| деревня | Рагозино           | Калининское сельское поселение     |
| деревня | Радолец            | Ореховское сельское поселение      |
| деревня | Раменье            | Бродское сельское поселение        |
| деревня | Рассохино          | Барышовское сельское поселение     |
| деревня | Ратково            | Городищенское сельское поселение   |
| деревня | Раха               | Долговское сельское поселение      |
| деревня | Рогашино           | Чувашевогорское сельское поселение |
| деревня | Рыкулино           | Городищенское сельское поселение   |
| деревня | Савино             | Барышовское сельское поселение     |
| деревня | Самуйлово          | Калининское сельское поселение     |
| деревня | Сбоево             | Устрекское сельское поселение      |
| деревня | Село               | Бродское сельское поселение        |
| деревня | Сельцо             | Устрекское сельское поселение      |
| деревня | Семёнкино          | Городищенское сельское поселение   |
| деревня | Сивцево            | Осташевское сельское поселение     |
| деревня | Сирочье            | Кировское сельское поселение       |
| деревня | Скуратово          | Калининское сельское поселение     |
| деревня | Слизениха          | Осташевское сельское поселение     |
| деревня | Слоптово           | Кировское сельское поселение       |
| деревня | Слуды              | Барышовское сельское поселение     |
| деревня | Смолины            | Дубишкинское сельское поселение    |
| деревня | Сокирно            | Кировское сельское поселение       |
| деревня | Сосонье            | Барышовское сельское поселение     |
| деревня | Старое Долгое      | Долговское сельское поселение      |
| деревня | Столбово           | Устрекское сельское поселение      |
| деревня | Стряпово           | Осташевское сельское поселение     |
| деревня | Сутоки             | Долговское сельское поселение      |
| деревня | Тарасово           | Городищенское сельское поселение   |
| деревня | Тимонино           | Меглецкое сельское поселение       |
| деревня | Тухани             | Долговское сельское поселение      |
| деревня | Тушово             | Калининское сельское поселение     |
| деревня | Угол               | Долговское сельское поселение      |
| деревня | Ульянково          | Кировское сельское поселение       |
| деревня | Устрека            | Устрекское сельское поселение      |
| деревня | Фалалеево          | Устрекское сельское поселение      |
| деревня | Фатьяново          | Калининское сельское поселение     |
| деревня | Филиппково         | Красногорское сельское поселение   |
| деревня | Филистово          | Устрекское сельское поселение      |
| деревня | Хирово             | Ореховское сельское поселение      |
| деревня | Хирцово            | Кировское сельское поселение       |
| деревня | Царёво             | Меглецкое сельское поселение       |
| деревня | Чирково            | Устрекское сельское поселение      |
| деревня | Чувашева Гора      | Чувашевогорское сельское поселение |
| деревня | Чуриково           | Осташевское сельское поселение     |
| деревня | Чучемля            | Осташевское сельское поселение     |
| деревня | Шатрово            | Кабожское сельское поселение       |
| деревня | Шипино             | Кировское сельское поселение       |
| деревня | Щитово             | Осташевское сельское поселение     |
| деревня | Юркино             | Меглецкое сельское поселение       |
| деревня | Юхново             | Осташевское сельское поселение     |
| деревня | Ягайлово           | Ореховское сельское поселение      |
| деревня | Языкова Горка      | Ореховское сельское поселение      |
| деревня | Яковищенские Ключи | Осташевское сельское поселение     |
| деревня | Яковищи            | Осташевское сельское поселение     |
| деревня | Яхново             | Кировское сельское поселение       |